# Johei Tojoda
Johei Tojoda (japonsko 豊田 陽平), japonski nogometaš, *11. april 1985.
Za japonsko reprezentanco je odigral 8 uradnih tekem.